# Battaglia di İnceğiz
La battaglia di İnceğiz fu combattuta alla fine del 1411 o all'inizio del 1412 vicino Costantinopoli tra i figli rivali del sultano ottomano Bayezid I, Mehmed Çelebi e Musa Çelebi, durante le fasi finali della guerra civile nota come Interregno ottomano.

## Sfondo
Musa era diventato il sovrano dei domini europei degli ottomani dopo aver rovesciato e ucciso suo fratello Solimano Çelebi nel 1410-1411. A differenza di Solimano, Musa, che faceva grande affidamento sui predoni akinji, seguì una politica estremamente ostile nei confronti dei suoi vicini cristiani. Gli attacchi contro l'Impero bizantino e la Serbia, che si erano fermati dopo il trattato di Gallipoli del 1403, ripresero: in Serbia, Musa assediò Smederevo, mentre contro Bisanzio attaccò Tessalonica e Selymbria, e pose Costantinopoli sotto assedio nell'agosto del 1411.

## L'alleanza di Mehmed con Bisanzio e la battaglia
Di conseguenza, l'imperatore bizantino Manuele II Paleologo si rivolse al fratello di Musa, Mehmed Çelebi, che aveva stabilito il suo dominio sui territori ottomani in Anatolia. La cronaca anonima ottomana Aḥvāl-i Sulṭān Meḥemmed ("Affari del sultano Mehmed"), lo storico bizantino Doukas e lo storico serbo Costantino il Filosofo riportano tutti che Manuele mandò inviati a Mehmed, offrendo un'alleanza contro Musa, alle stesse condizioni del precedente accordo con Solimano. I due regnanti si incontrarono a Scutari e giurarono che se avessero vinto contro Mehmed, avrebbero mantenuto rapporti amichevoli con i bizantini; se avessero perso, sarebbe stato loro concesso rifugio a Costantinopoli.
Il sito esatto di İnceğiz e la data della battaglia sono sconosciuti: potrebbe essere stata combattuta nell'autunno del 1411 o nella primavera del 1412. L'Aḥvāl riferisce che l'avanguardia dell'esercito di Mehmed comprendeva tatari e turcomanni dell'Eyalet di Rum, l'" esercito di Ankara", e le forze del capo turcomanno Yapaoğlu. Secondo Doukas, anche alcune truppe bizantine combatterono sotto Mehmed. Musa invece eliminò 7 000 kapıkulu, che svolsero un ruolo decisivo nella battaglia. Le forze di Mehmed prevalsero all'inizio della battaglia, ma in seguito i kapıkulu riuscirono ad avanzare fino a Mehmed e persino a ferire il suo cavallo. Lo sconfitto Mehmed fu costretto a ritirarsi a Costantinopoli, che da lì attraversò nuovamente l'Anatolia.